# 大山千枚田

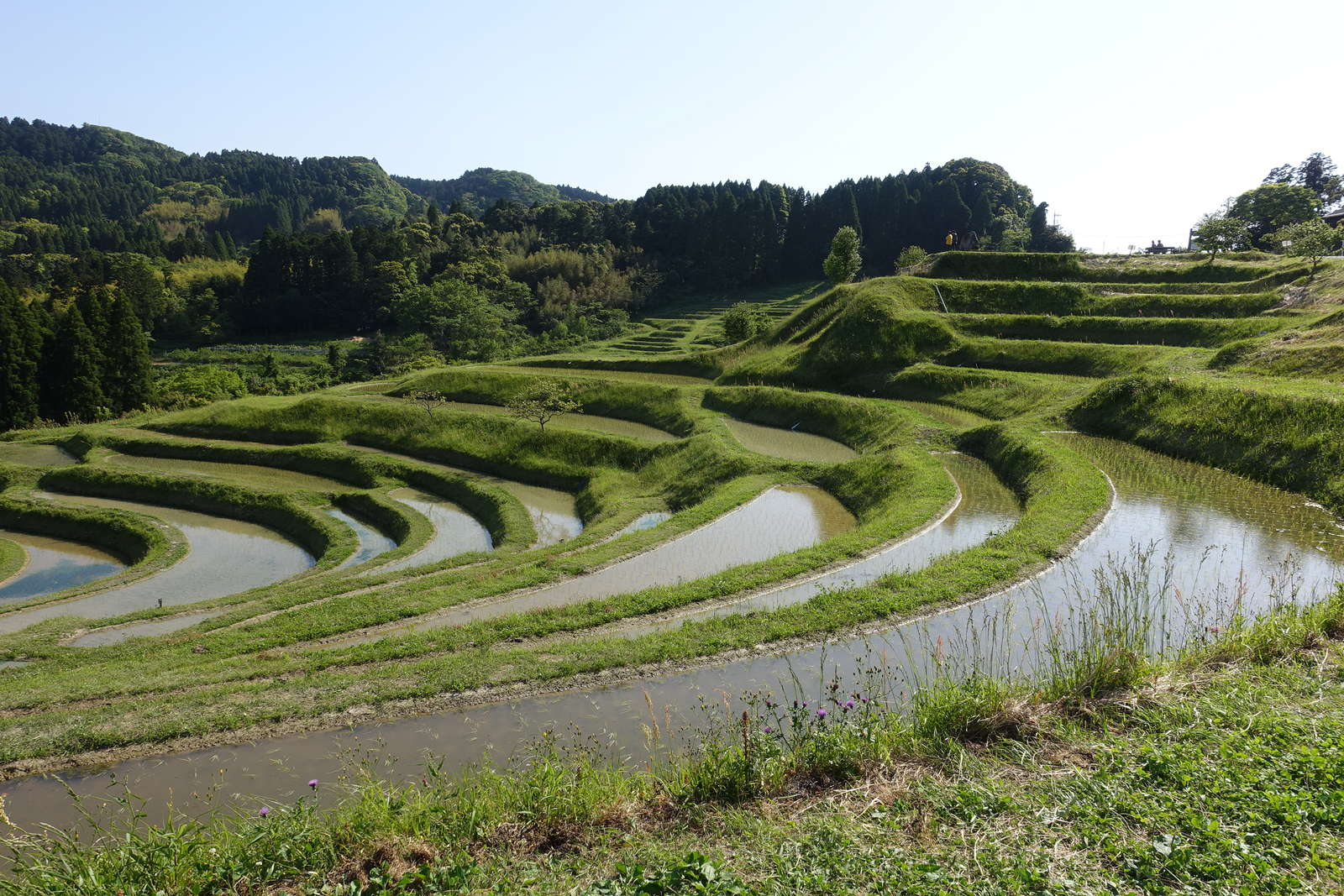
大山千枚田

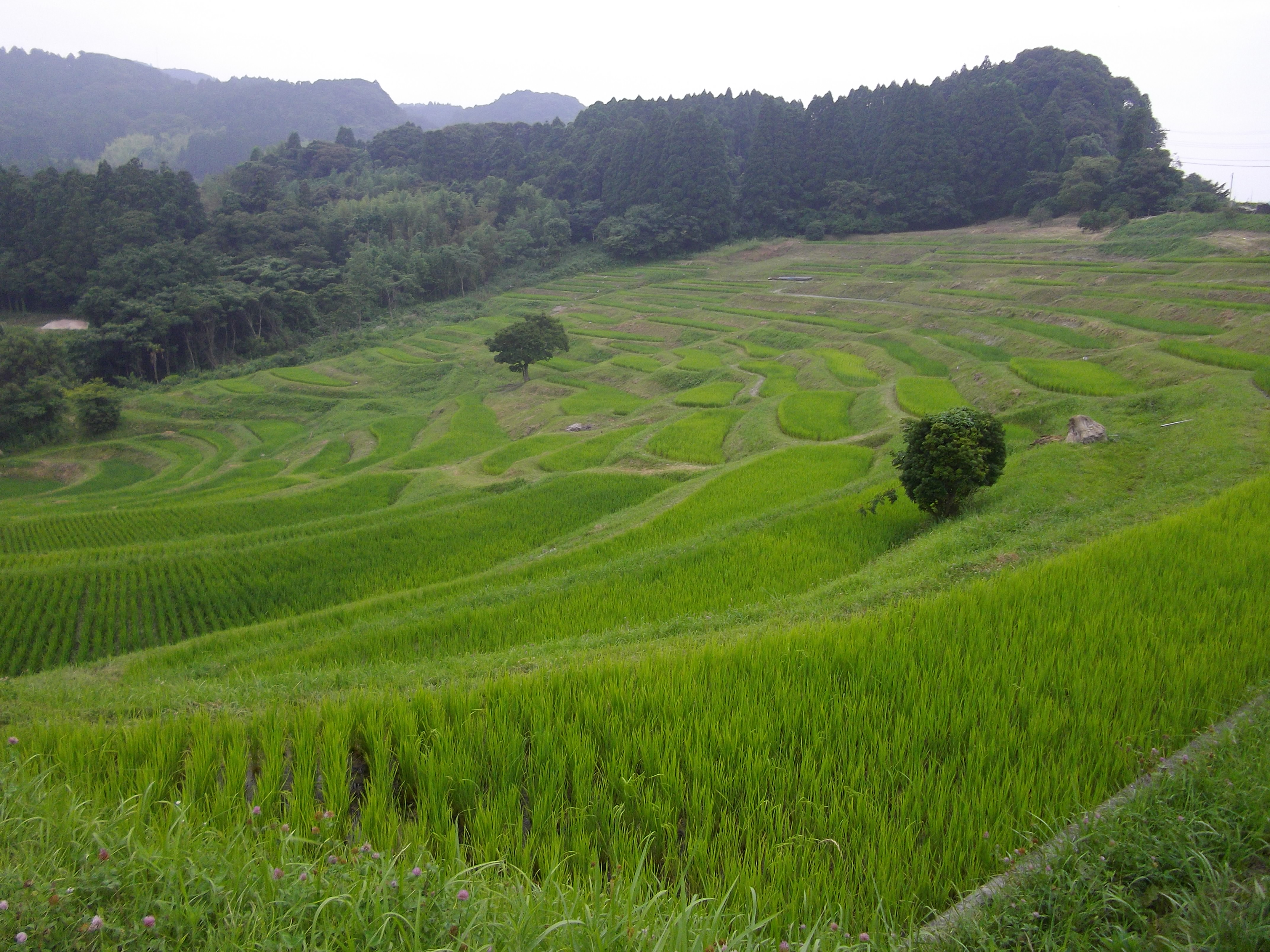
夏の大山千枚田

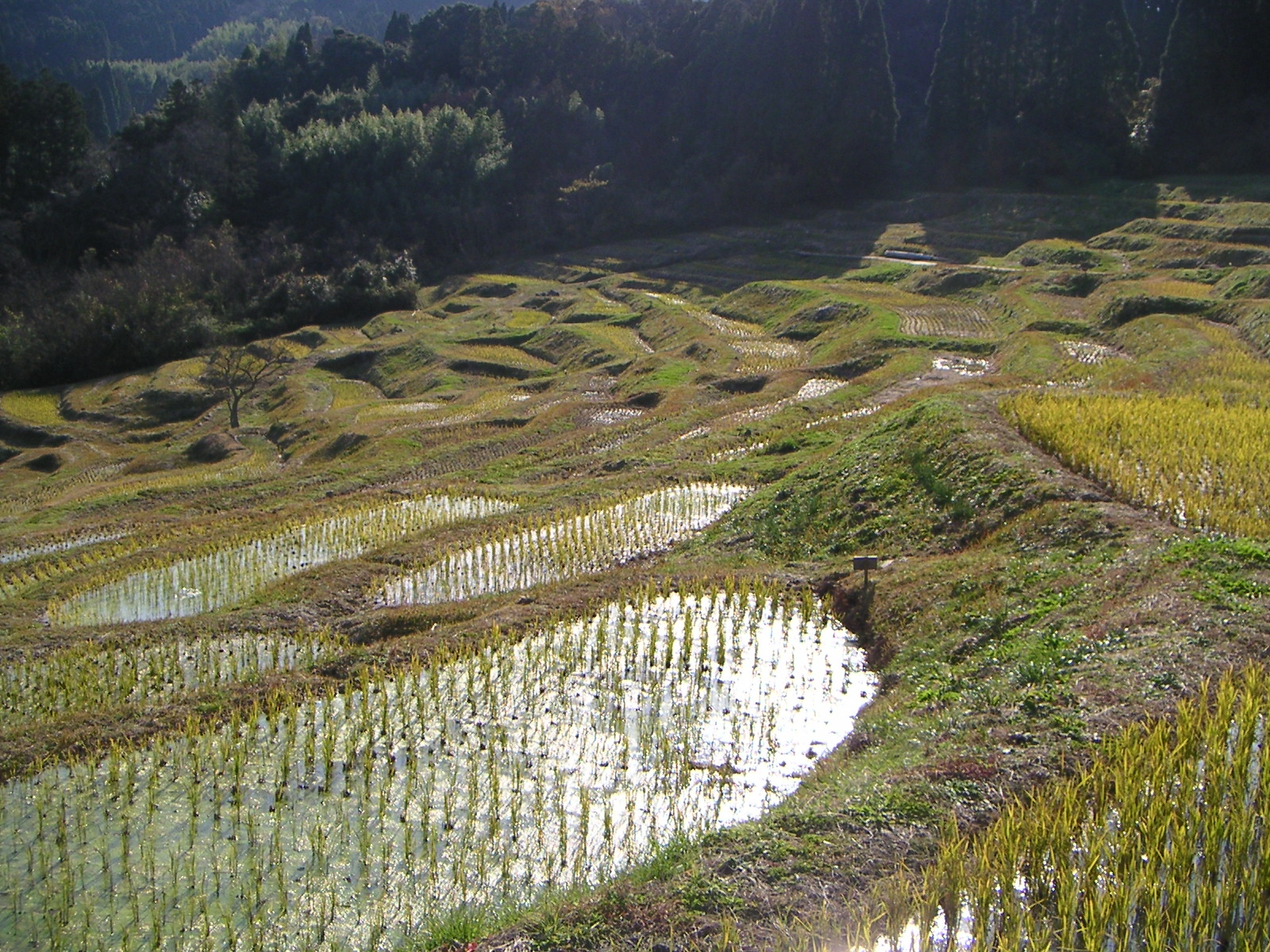
初冬の大山千枚田

大山千枚田（おおやませんまいだ）は、千葉県鴨川市大山にある棚田。千枚田と称されるが、実際には375枚の田が3.2ヘクタールの傾斜地に並んでいる。1999年（平成11年）に農林水産省の日本の棚田百選に認定されており、文化庁の文化的景観の保存・活用事業の対象地域にもなっている。農林水産省からは2022年（令和4年）に「つなぐ棚田遺産～ふるさとの誇りを未来へ～」にも認定されている。2002年には千葉県庁により文化財と名勝にも指定された。

## 概要
房総丘陵にある千葉県最高峰愛宕山の南東麓、標高90 - 150メートル、東西600メートルにわたる地域に、形や広さが様々な田が連なる。山岳地帯にあるため耕地整理が遅れ、棚田が残った。日本で唯一ともいわれる、雨水（天水）のみで耕作を行う珍しい天水田である。蛇紋岩質の山が地すべりを起こして形成した斜面にあり、粘土質で水が逃げにくいため可能な農法である。
過疎化と高齢化で存続が危ぶまれたため、1997年（平成9年）に有志が「大山千枚田保存会」を発足させ、現在はNPO法人として活動している。2000年（平成12年）3月には棚田オーナー制度を導入して、1区画100平方メートル当たり年間3万円（2024年時点）で借りられるようにした。東京都区部に最も近い棚田ということもあり、主に首都圏住人が稲作に取り組んでいる。酒米を栽培して日本酒に醸造してもらう「酒づくりオーナー制度」も2004年（平成16年）に始まった。
このほか、観光地や自然に触れる場にもなっており、カエルなど里山の生物観察、米に加えて栽培されている藍による染色体験、藁細工づくりなどが行なわれる。秋から冬にかけての夜には畔がライトアップされる。光源はLEDを使い、「棚田の夜祭」開催日には火も灯す。